# André Schmidt (Wirtschaftswissenschaftler)
André Schmidt (* 23. April 1967 in Erfurt) hat den Lehrstuhl für Makroökonomik und Internationale Wirtschaft an der Universität Witten/Herdecke inne.

## Leben
Schmidt studierte von 1988 bis 1994 Wirtschaftswissenschaften an der Universität Hohenheim. Dort arbeitete von 1994 bis 2000 als wissenschaftlicher Mitarbeiter und wurde im Dezember 1997 mit dem Thema Ordnungspolitische Perspektiven der europäischen Integration im Spannungsfeld von Wettbewerbs- und Industriepolitik zum Dr. oec. promoviert. 2000 bis 2004 war Schmidt wissenschaftlicher Assistent an der Georg-August-Universität Göttingen, wo er sich im Juli 2004 habilitierte. Es folgten Tätigkeiten als Oberassistent an der Georg-August-Universität Göttingen sowie Lehrstuhlvertretungen an der Ruhr-Universität Bochum (Oktober 2004 bis September 2005) und der Universität Kassel (Oktober 2006 bis Februar 2007). Seit März 2007 ist Schmidt Professor für Internationale Wirtschaftspolitik an der EBS Universität für Wirtschaft und Recht in Oestrich-Winkel. Seit Juli 2008 hat er den Lehrstuhl für Makroökonomik und Internationale Wirtschaft der Privaten Universität Witten/Herdecke inne, wo er im Dezember desselben Jahres zum Prodekan der Wirtschaftsfakultät gewählt wurde. 
André Schmidt ist Mitunterzeichner eines offenen Protestbriefes, in welchem die Beschlüsse des Gipfeltreffens am 28. bis 29. Juni 2012 des Europäischen Rats kritisiert wurden.

## Forschungsschwerpunkte
- Weltwirtschaft
- Internationale Wirtschaftspolitik
- Internationale Unternehmenswirtschaft

## Auszeichnungen
- Mai 1998 Beste Doktorarbeit der Volkswirtschaft der Universität von Hohenheim 1997/8, ausgezeichnet von der Südwestbank Stuttgart
- Januar 2001 Lehrauszeichnung an der Universität von Hohenheim für Mikroökonomik und Wettbewerbspolitik

## Mitgliedschaften
European Association of Law and Economics (EALE), University Association for Contemporary European Studies (UACES), Verein für Socialpolitik (Wirtschaftspolitischer Ausschuss und Arbeitsgruppe Wettbewerb), Arbeitskreis Kartellrecht des Bundeskartellamtes, Arbeitskreis Europäische Integration, Centrum für Europa-, Governance- und Entwicklungsforschung

## Publikationen
- mit Ingo Schmidt: Europäische Wettbewerbspolitik und Beihilfenkontrolle. 2. Auflage. Vahlen, München 2006.
- mit Stefan Voigt: Der „more economic approach“ in der Missbrauchsaufsicht: Einige kritische Anmerkungen zu den Vorschlägen der Generaldirektion Wettbewerb. In: Wirtschaft und Wettbewerb. Band 56, 2006, S. 1097–1106.
- mit Renate Ohr: Institutionelle Alternativen in der Europäischen Union: Das Beispiel des Stabilitäts- und Wachstumspaktes. In: Zeitschrift für Wirtschaftspolitik. Band 55, 2006, S. 127–149.
- mit Stefan Voigt: Switching to Substantial Impediments of Competition (SIC) can have Substantial Costs (SIC). In: European Competition Law Review. Band 25, 2004, S. 580–586.
- Europäische Wettbewerbspolitik zwischen Prozeß- und Ergebnisorientierung: Zur Notwendigkeit institutioneller Reformen in der europäischen Wettbewerbspolitik. In: Jahrbücher für Nationalökonomie und Statistik. Band 218, 1999, S. 433–452.
- Ordnungspolitische Perspektiven der europäischen Integration im Spannungsfeld von Wettbewerbs und Industriepolitik. Peter Lang, Frankfurt / Main et al. 1998.